# Glungezerhütte
Die Glungezerhütte ist eine Schutzhütte der Sektion Hall in Tirol des Österreichischen Alpenvereins in den Tuxer Alpen im österreichischen Bundesland Tirol. Die Hütte liegt auf 2610 m ü. A. am Sattel zwischen dem Glungezergipfel und der Sonnenspitze.
Die Hütte ist im Sommer und im Winter geöffnet. Im Winter wird sie vor allem von Skitourengehern frequentiert, da die Hütte von den Glungezerliften einfach in gut einer Stunde Gehzeit erreichbar ist. Die Hütte ist im Winter auch Stützpunkt für Lawinen- und Bergrettungskurse. Im Sommer ist sie Unterkunft für Wanderer, die unter anderem vom Glungezerlift oder auch vom Patscherkofel aus die Hütte erreichen. Die Hütte ist aber auch Stützpunkt für einige Weitwanderwege: Tiroler Adlerweg, Via Alpina, Traumpfad München-Venedig, Inntaler Höhenweg und Olympiaweg Garmisch-Cortina.

## Geschichte
1932 baute der Ski Club Tirol eine kleine Holzhütte auf einem Steinsockel am Startplatz der Glungezerabfahrt. Sie erwies sich als zu klein. 1933 wurde eine erste Steinhütte errichtet; diese hatte einen Wirtschaftsraum für 50 bis 60 Personen und einen Schlafraum mit zehn Notunterkünften. Diese Hütte ist in der heutigen Hütte noch im schmalen Nordtrakt zu erkennen. Da die Hütte von Anfang an von Besuchern überrannt wurde, wurde schon 1934 eine erste Erweiterung gebaut. Doch die Hütte war dem Ansturm der Skifahrer im Winter weiterhin kaum gewachsen. Vier Fünftel der Besucher kamen vom Patscherkofel herüber. Für einen weiteren Ausbau wurde der Architekt Theo Prachensky gewonnen, der auch selbst Mitglied beim Ski Club Tirol war. Im Sommer 1935 wurden Prachenskys Pläne in Rekordzeit umgesetzt. Prachenskys Idee war, ein prachtvolles Bergheim zu schaffen, das trotz der Wuchtigkeit seiner Außenmauern und der Balken und Säulen im Innern Gemütlichkeit ausstrahlt. Am 6. April 1936 wurde der Prachensky-Bau feierlich eingeweiht. Bis in die ersten Jahre des Zweiten Weltkriegs hinein war der Glungezer einer der beliebtesten Skiberge der Alpen und die Hütte viel besucht. Ab 1941 ließ der Hüttenbesuch stark nach, im Dezember 1945 hob ein Föhnsturm einen Teil des Daches ab und beschädigte auch das Mauerwerk schwer. In den Jahren 1946 bis 1948 wurde die Hütte saniert. 
1951 übernahm die Sektion Hall-Wattens des OeAV die Glungezerhütte und baute sie 1952 aus. Der Hütteneingang wurde von der Süd- auf die Nordseite verlegt. Auch in den folgenden Jahrzehnten wurde an der Hütte oft gebaut. So musste sie im Sommer 1962 neu eingedeckt werden, nachdem ein Sturm einen großen Teil des Daches abgedeckt hatte. Ab 1965 gab es auf der Hütte Strom durch ein Benzin-Dieselaggregat. 1968 wurde eine Materialseilbahn zur Hütte gebaut. 1978 schloss man die Hütte an das öffentliche Stromnetz an, indem von der Luftüberwachungsstation des Bundesheers am Glungezergipfel ein Kabel zur Hütte herunter gelegt wurde.
1994 wurde die Hütte umgebaut und erweitert, 1994 bis 1996 wurden eine Trinkwasserleitung von der Tulfein herauf und eine Abwasserleitung hinunter gebaut.  Da die Trinkwasserleitung oft zufror, wurde 2003 knapp unterhalb der Hütte eine 100 Kubikmeter fassende Zisterne gebaut, von der aus die Hütte auch im Winter zuverlässig mit Trinkwasser versorgt werden kann.

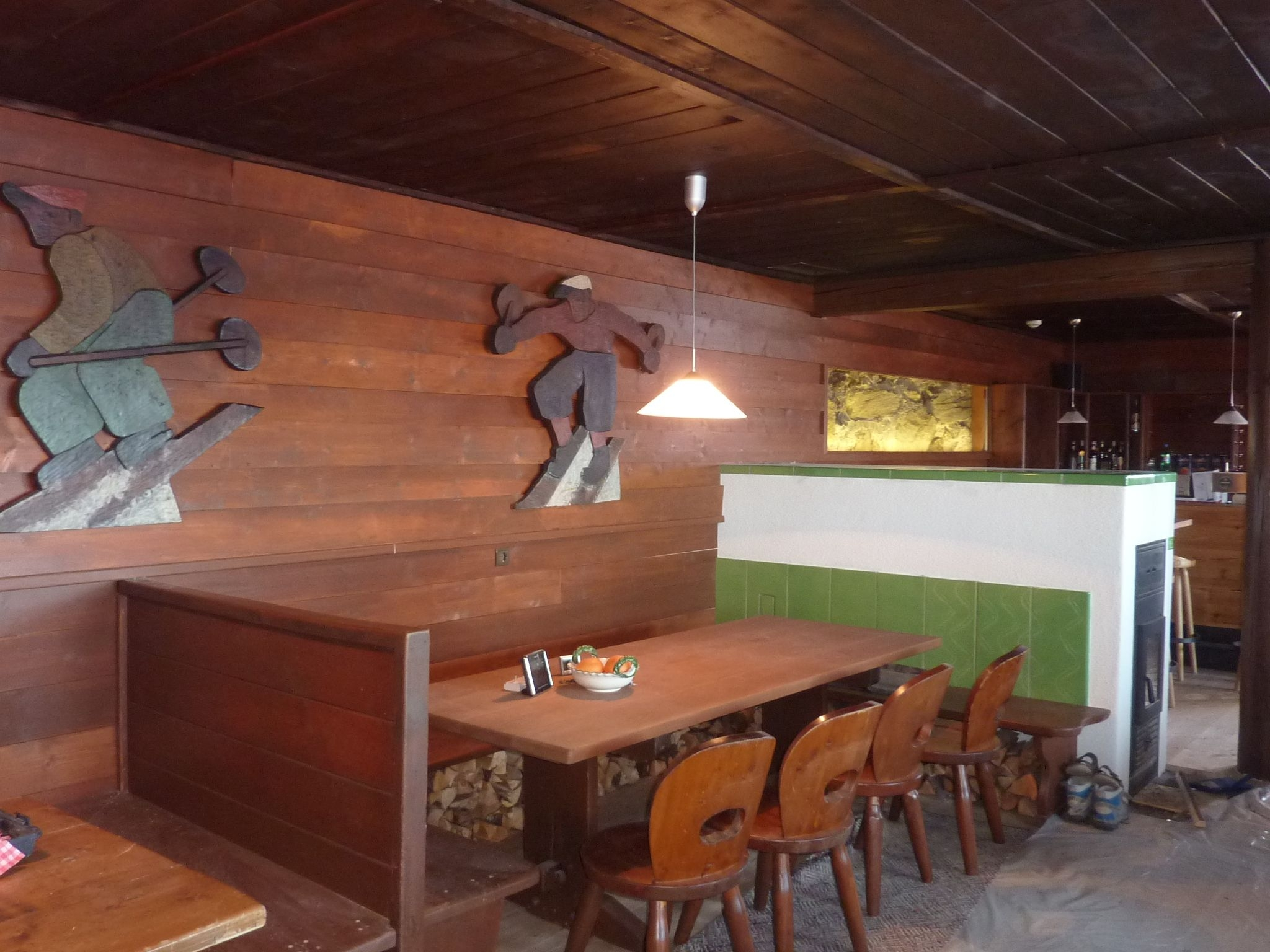
Innenansicht der Glungezerhütte, die Prachenskystube.
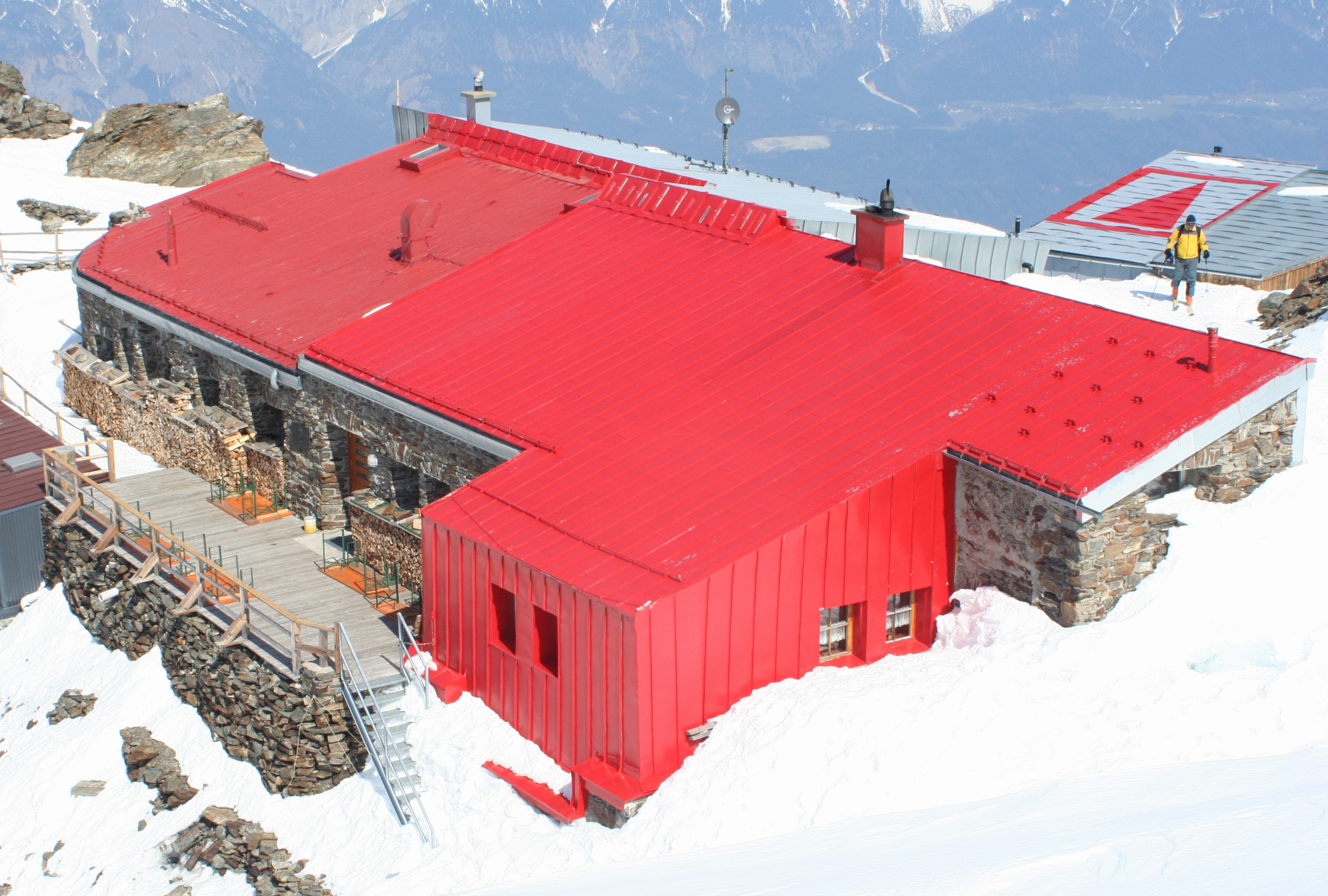
In den Jahren 1979 und 1980 ist die Hütte verblecht worden, nachdem Sturm sie oft beschädigt hatte.

## Wege
Die Glungezerhütte kann von der Tulfeinalm aus in ca. 1,5 Stunden erreicht werden. Zur Tulfeinalm gelangt man im Sommer von Tulfes aus mit zwei Seilbahnen. Außerdem kann die Hütte direkt von Tulfes aus in einem ca. 3,5 Stunden Aufstieg erreicht werden. Von der Bergstation der Patscherkofelbahn ist die Hütte in rund 3 Stunden erreichbar. Vom Meißner Haus im Viggartal ist die Hütte ebenfalls in etwa drei Stunden Gehzeit erreichbar. Von Tulfes oder von Rinn ist der Hüttenzustieg in drei bis vier Stunden Gehzeit zu schaffen. Auch über den Glungezer-Klettersteig kann man zur Hütte aufsteigen.
Auch wenn die Zustiege zur Hütte meist lang sind, liegen einige Gipfel sehr nahe, so ist die Sonnenspitze 2639 m ü. A. in nur zehn Minuten Gehzeit erreicht und auch auf den Gipfel des Glungezers geht man nur eine Viertelstunde. Weiter ist es in südlicher Richtung bis zur Kreuzspitze 2746 m ü. A. und zum Rosenjoch 2796 m ü. A. mit zweieinhalb bzw. drei Stunden Gehzeit. Der Patscherkofel, der mit 2247 m ü. A. um einiges tiefer als die Hütte liegt, ist ebenfalls in drei Stunden Gehzeit erreicht. 
Der Übergang von der Glungezerhütte zur Lizumer Hütte über das Rosenjoch und das Navisjoch dauert etwa acht Stunden. Diese Route über sieben Gipfel trägt den Namen Glungezer & Geier Route und erhielt 2008 das Tiroler Bergwege-Gütesiegel.